# Adhaesozetes polyphyllos
Adhaesozetes polyphyllos är en kvalsterart som beskrevs av Thomas Walter och Valerie M. Behan-Pelletier 1993. Adhaesozetes polyphyllos ingår i släktet Adhaesozetes och familjen Adhaesozetidae. Inga underarter finns listade i Catalogue of Life.